# 多尼泽特·潘得拉
多尼泽特·潘得拉（Donizete Pantera，1968年10月24日—）是一名巴西已退役足球运动员，退役前司職前锋，他曾經是CFZ里約熱內盧的助理教練。
1995年至1998年期間他曾代表巴西國家足球隊出场9次，打进2球，但未能入选1998年國際足協世界盃的大名单。